# Lorenzo Lotti

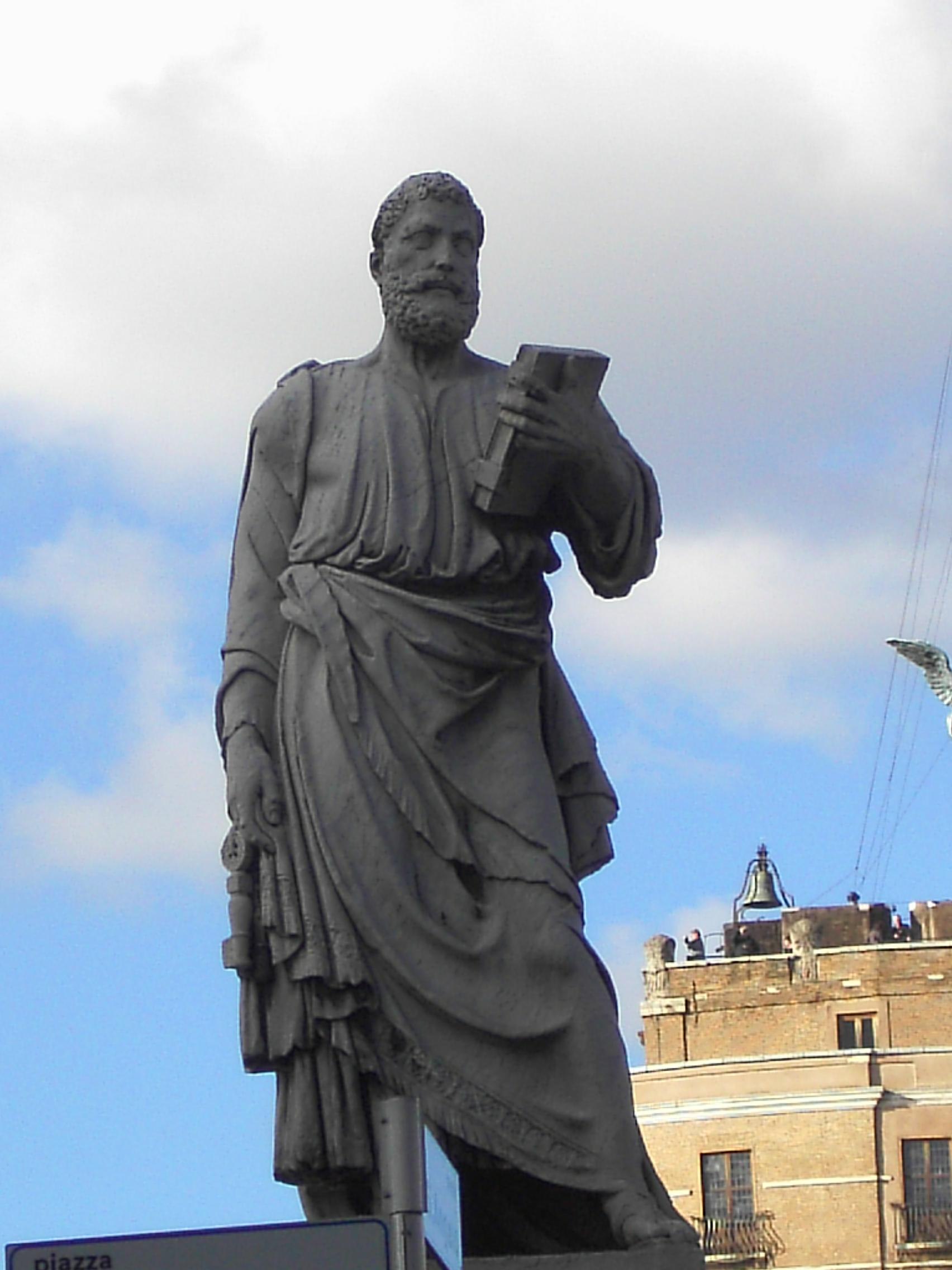
San Pietro all'ingresso del ponte di Castel Sant'Angelo a Roma

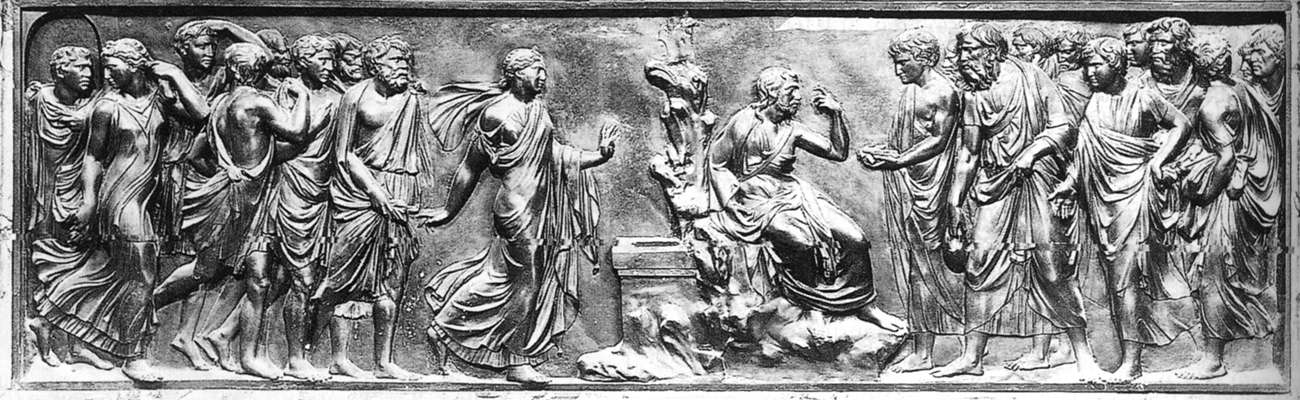
Cristo e la donna sorpresa in adulterio, rilievo bronzeo, altare frontale, 62 x 210 cm, Roma, basilica di Santa Maria del Popolo.

Lorenzo di Lodovico di Guglielmo, conosciuto come Lorenzo Lotti, detto Lorenzetto (Firenze, 23 giugno 1490 – Roma, 1541), è stato uno scultore, orafo e architetto italiano.

## Biografia
Fu allievo del grande Raffaello e sposò la sorella di Giulio Romano, conosciuta tramite il proprio maestro. 
A Pistoia, nella chiesa di San Iacopo, completò la sepoltura e la statua del cardinale Niccolò Forteguerri, iniziata da Andrea del Verrocchio nel 1477. Partecipò come scultore e architetto alla Cappella Chigi, da lui sono state scolpite le statue di Giona (su disegno di Raffaello) e di Elia, e alla fabbrica di San Pietro a Roma, durante il pontificato di papa Paolo III. Realizzò la campana "Apostolica" del campanile di Giotto a Firenze, fusa nel 1516. Vasari gli attribuì il disegno del Palazzo Vidoni Caffarelli. Sempre a Roma gli viene attribuita la realizzazione del cortile del palazzo Della Valle.
Realizzò poi, nel 1520 la Madonna del Sasso nella tomba del maestro Raffaello, nel Pantheon. Al Ponte Sant'Angelo scolpì un San Pietro.